# Chleby (district de Benešov)
Pour les articles homonymes, voir Chleby.
Chleby (en allemand : Chleb) est une commune du district de Benešov, dans la région de Bohême-Centrale, en République tchèque. Sa population s'élevait à 51 habitants en 2020.

## Géographie
Chleby se trouve à 3 km à l'ouest-sud-ouest du centre de Týnec nad Sázavou, à 11 km au nord-ouest de Benešov et à 50 km au sud-sud-est de Prague.
La commune est limitée par Lešany au nord-ouest, par Týnec nad Sázavou au nord et au nord-est, par Chářovice à l'est et au sud, et par Netvořice à l'ouest.

## Histoire
La première mention écrite de la localité date de 1284. Pendant la Seconde Guerre mondiale, le territoire de la commune fit partie du SS-Truppenübungsplatz Böhmen, le terrain de manœuvre des Waffen-SS en Bohême (1943-1945).